# Luptele de pe Culmea Pleșului (1944)
Luptele de pe Culmea Pleșului au reprezentat o serie de lupte desfășurate în prima parte a lunii mai 1944 (după Gheorghe Vartic) – sau a lunii  iunie 1944 (după Gheorghe Stan), în sectorul Culmii Pleșului, între trupele Armatei 40 sovietice⁠(en)[traduceți] – aflate în ofensivă și trupele Armatei 4 române - sprijinite de forțele germane, aflate în defensivă. Luptele, ale căror eforturi principale s-au desfășurat în principal în arealele Borta Dracului, Dealul Căprăriei, Bâtca cu Plai și Dealul Arșiței ale culmii, s-au încadrat acțiunilor armatei ruse, asociate cu  Prima Ofensivă Iași-Chișinău, derulându-se în cadrul a ceea ce avea să fie numit mai târziu Bătălia Moldovei (din perioada aprilie-august 1944).
Scopul acțiunii militare sovietice a fost preluarea controlului barierei orografice a Culmii Pleșului prin ruperea apărării trupelor româno-germane din acea zonă, ceea ce ar fi deschis căi de comunicație spre sudul Moldovei, ori spre Transilvania prin pasul Petru Vodă. Intrând astfel în valea Ozanei, trupele sovietice ar fi penetrat zona fortificată de la porțile Depresiunii Neamțului și ar fi urmat să facă joncțiunea cu forțele amice care au atacat dinspre nord linia defensivă fortificată dintre Târgu Neamț și Pașcani, pentru a rupe frontul. 
La apogeu, confruntarea a opus celor 10.000 infanteriști și vânători de munte români o concentrare de 30.000 de atacatori sovietici.  După penetrarea primelor linii de apărare, acțiunea sovietică s-a dezvoltat în adâncime pe coasta împădurită a Culmii Pleșului – în apropiere de Borta Dracului, pe valea Culeșa și spre dealul Căprăriei, pentru a coborî în valea Nemțișorului. Presiunea exercitată de trupele sovietice a dus la străpungerea inițială a frontului la nord-vest de Târgu Neamț și la apogeu, a dus aproape la prăbușirea defensivei. Rezultatul final al luptei a fost favorabil până la urmă apărării susținute de trupele române, care au recuperat terenul și au determinat retragerea trupelor sovietice la baza de plecare. Un factor important în succesul apărării l-a reprezentat sprijinul de artilerie, inclusiv al celei germane.
La nivelul anului 2020 nu exista un consens și nici o estimare numerică acceptată a pierderilor, cifrele fiind în curs de evaluare și clarificări urmând a fi aduse de studiul documentelor din arhivele militare. Astfel, numărul creditat de morți și dispăruți ar fi conform unei monografiii locale (Dumitru Stan, Război blestemat: Comuna Răucești la 65 de ani de la cel de-al Doilea Război Mondial 1944-2009,2009) de 14.000, din care 4.000 de români și 10.000 de ruși (numărul mare de victime estimate – inclusiv din partea apărătorilor find superior celui de la Oarba de Mureș și fiind considerat a fi un efect inclusiv al tragerilor de artilerie, din care o parte au căzut peste trupele proprii). Profesorul de istorie Emanuel Bălan a opinat (în anul 2020) că, există deocamdată o supraestimare a luptelor desfășurate aici, de către unii autori. O altă estimare (Gheorghe Vartic – comandor și istoric militar , Un secol de vibrație românească. Boroaia 1918 – 2018, 2018) a luat în considerare o altă cifră a pierderilor. Acesta le-a evaluat doar pe cele românești și germane în întreaga perioadă aprilie–august, la nivelul întregului sectorul de front aflat în responsabilitatea Armatei 4 române, situat la nord și est de Târgu-Neamț între Boroaia și valea Moldovei (Ingărești) și limitat la vest de culmea Pleșului și la  sud de Ozana, la peste 5.000 de oameni morți, răniți, dispăruți sau căzuți în prizonierat. 
O serie de monumente comemorative au fost ridicate în zona de conflict. Printre acestea, se alfă mănăstirea cu hramul Înălțarea Sfintei Cruci situată în arealul satului Poina din comuna Brusturi.

## Contextul
În perioada aprilie-august 1944, a avut loc o serie de lupte care au constituit Bătălia Moldovei. În acest cadru, în intervalul 8 aprilie - 6 iunie 1944 s-au desfășurat în nord-estul României o ofensivă susținută de trupele sovietice ale Fronturilor 2 și 3 Ucrainene, cu scopul de a străpunge defensiva Axei și de a facilita o avansare subsecventă a Armatei Roșii spre regiunea balcanică. Reperele ei principale au fost Prima Bătălie de la Târgu Frumos (9-12 aprilie) alături de Bătălia de la Podu Iloaiei⁠(en)[traduceți] (12 aprilie), culminând cu A doua Bătălie de la Târgu Frumos (2-8 mai).

### Strategic

După oprirea Ofensivei Uman–Botoșani, frontul din Moldova s-a stabilizat.

În partea a doua a jumătății lunii aprilie 1944 – odată ofensiva sovietică oprită, frontul s-a stabilizat pe aliniamentul: Gura Humorului - nord Fălticeni - Boroaia - Târgu Neamț - sud Pașcani - nord Târgu Frumos - nord Iași - nord Masivul Cornești - Orhei - curs inferior Nistru - Marea Neagră. La dispoziția apărătorilor exista o linie fortificată cu cazemate din beton echipate cu armament antitanc și automat, șanțuri antitanc⁠(en)[traduceți], locașuri de tragere, puncte de observare și alte lucrări de apărare, pe aliniamentul Târgu Neamț -Chișinău-Tiraspol - Cetatea Albă.

   Vezi și articolul:  Zona de Operații Est (România)#Perspective operativeVezi și articolele [[{{{2}}}]] și [[{{{3}}}]]Vezi și articolele [[{{{4}}}]], [[{{{5}}}]] și [[{{{6}}}]]Vezi și articolele [[{{{7}}}]], [[{{{8}}}]], [[{{{9}}}]] și [[{{{10}}}]]Vezi și articolele [[{{{11}}}]], [[{{{12}}}]], [[{{{13}}}]], [[{{{14}}}]] și [[{{{15}}}]]Vezi și articolele [[{{{16}}}]], [[{{{17}}}]], [[{{{18}}}]], [[{{{19}}}]], [[{{{20}}}]] și [[{{{21}}}]].
Acest aliniament fusese fortificat parțial în perioada 1939-1940 în perioada guvernelor Armand Călinescu și Gheorghe Tătărescu După Bătălia de la Stalingrad, Guvernul Ion Antonescu a suplimentat apărarea cu o a doua linie, compusă din 1.600 de cazemate din beton echipate cu armament antitanc și automat, 60 de km de șanțuri antitanc, peste 1.800 locașuri de tragere, precum și puncte de observare. De  asemenea, pentru eventualitatea în care cele 3 fronturi sovietice ofensive ar fi străpuns această linie defensivă, au fost realizate suplimentar lucrări de apărare cu scop de repliere pe valea Trotușului, pe Siret și în zona Nămoloasa-Galați.
Pe linia de front apărarea era asigurată de către Grupul de armate Ucraina Sud⁠(en)[traduceți], comandat de generalul Ferdinand Schörner. În Moldova se găsea din cadrul acestui grup de armate în sectorul central al Subgrupului de Armate „Wöhler” (dintre Putna și Masivul Cornești) – comandat de generalul Otto Wöhler, Armata 4 română – comandată de generalul Mihail Racoviță. Aceasta se afla dispusă între Horlești (aproximativ 15 km nord-vest de Iași) și Boroaia, având postul de comandă la Bacău. Elemente din compunerea „Corpului de Armată „Kirchner”⁠(de)[traduceți]” (german) aveau rolul de a sprijini apărarea Armatei a 4-a române.
Boroaia era punctul de joncțiune dintre trupele Corpului XVII Armată german⁠(en)[traduceți] (aflat între Putna și Boroaia, în aripa stângă a Subgrupului de Armate „Wöhler”) și cele ale Armatei 4 române, aflată în sectorul central al subgrupului, zona apărată de români având o lungime de 100-110 km.

Corpului XVII Armată german și Armatei 4 române sovieticii le opuneau trupe organizate într-un dispozitiv structurat cu două eșaloane. Astfel în primul eșalon, de la Gura Humorului la Pașcani pe o distanță de 80-100 de km Armata 40 sovietică⁠(en)[traduceți], de la Pașcani (sud) peste Siret până la Târgu Frumos (nord-est) pe o distanță de circa 25 km Armata 7 de Gardă sovietică⁠(en)[traduceți], de la Târgu Frumos (nord-est) la Podu Iloaei pe o distanță de circa 25 km Armata 27 sovietică⁠(en)[traduceți], iar de la Podu Iloaei, spre Prut, începea sectorul Armatei 52 sovietice⁠(en)[traduceți]. În al doilea eșalon se găseau la 35 km nord-nord-vest de Sculeni Armata 53 sovietică⁠(en)[traduceți], la 40 km nord-vest de Iași Corpul 18 Blindat sovietic, Armata 6 Tancuri sovietică⁠(en)[traduceți] la 50 km nord de Târgu Frumos și un corp de cavalerie mecanizată⁠(en)[traduceți] la 40 km nord-nord-est de Pașcani. Trupele sovietice erau așadar, eșalonate în adâncime și se aflau pe întregul front într-o superioritate numerică evidentă.

### Tactic

#### Cadrul

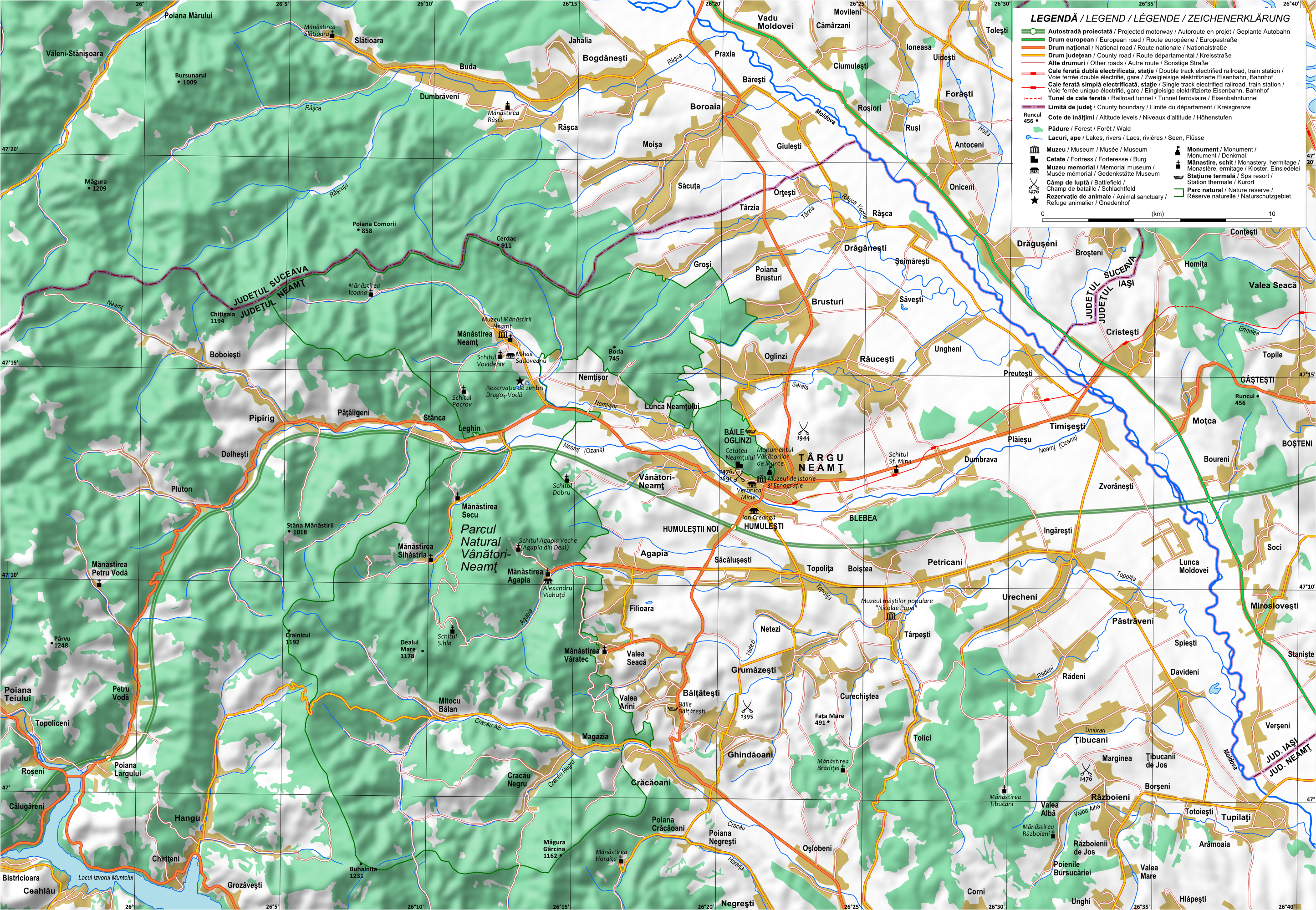
Harta topografică a zonei Târgu Neamț

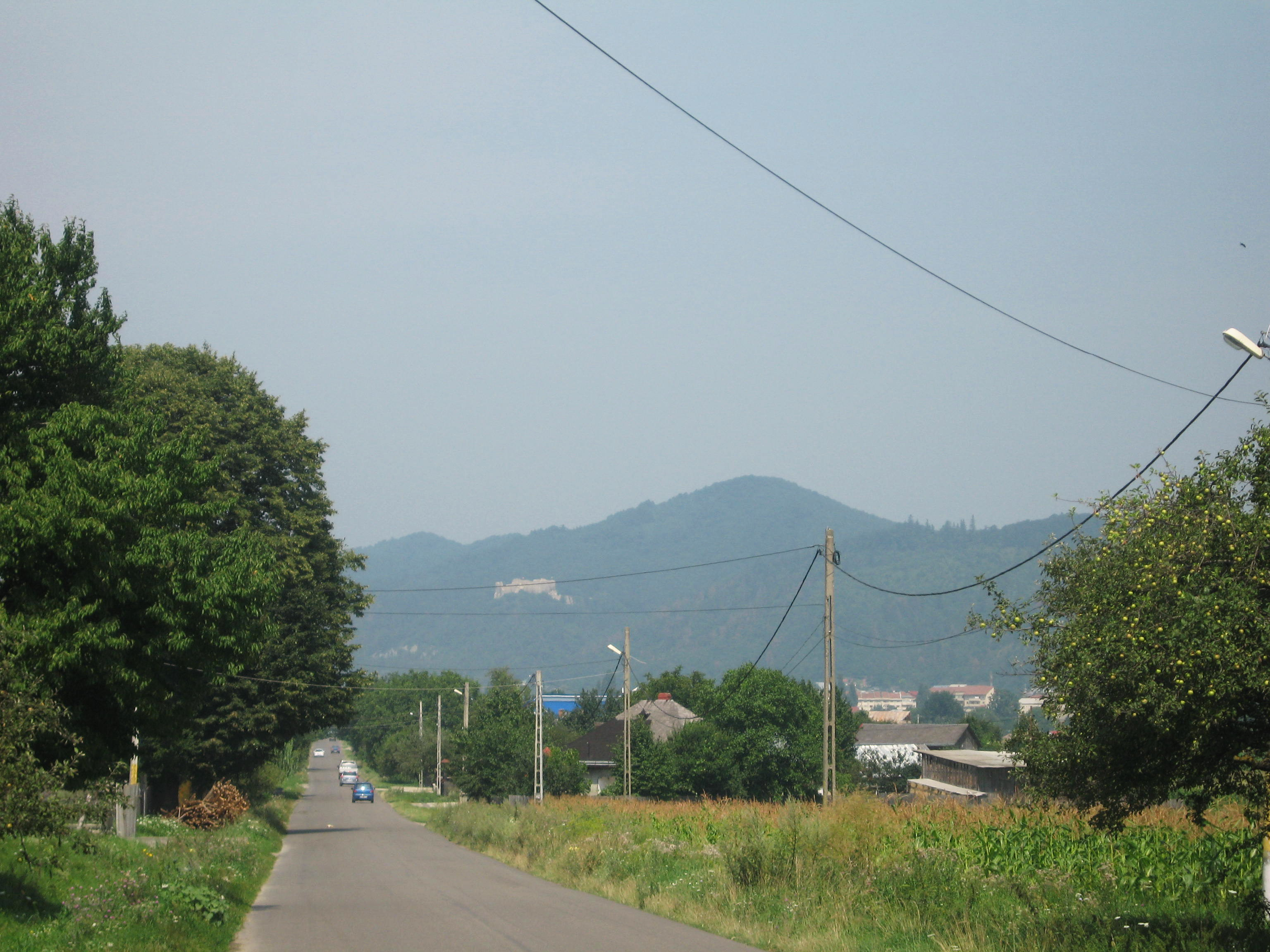
Perspectivă dinspre sud-est asupra Culmii Pleșului.

După repliere, pozițiile de apărare au fost ocupate de soldații români pe aliniamentul Pădurea Cenușa - Ingărești - Herghelia de cai grași — pădurea Boiștea - râul Ozana - linia de cazemate care urca pe lângă pârâul Ursului - Pometea - dealul Buburuzului - Băile Oglinzi - gura văii Culeșa - Groși - Săscuța - Moișa. Punctele românești de observație se aflau pe dealul Boiștea, pe Culmea Pleșului și pe dealul Nemțișorului, fără ca acestea să aibă vizibilitate spre localitățile Brusturi, Poiana, Groși, Târzia, Boroaia și Bogdănești.
Cu caracter de barieră orografică lungă de aproape 25 de km și cu o înălțime maximă de peste 900 de m în dealul Cerdacului de lângă Mănăstirea Neamț, ce coboară apoi spre 530 metri, Culmea Pleșului limitează la nord Depresiunea Neamț. Aceasta se constituia într-un obstacol natural cu rol de apărare dinspre nord a flancului stâng al dispozitivului trupelor româno-germane, motiv pentru trupele sovietice de a prelua controlul acesteia, ceea ce ar fi deschis căi de comunicație spre sudul Moldovei, ori spre Transilvania prin pasul Petru Vodă.
Misiunea unităților române era aceea de a interzice pătrunderea inamicului pe direcția Drăgușeni - Târgu Neamț și de aici spre Piatra Neamț sau spre Poiana Teiului, precum și aceea de a preveni infiltrarea acestuia în pădurile aflate la nord și nord-vest de Târgu Neamț. În cazul unei pătrunderi mai adânci inamice, aceasta ar fi urmat să fie stopată în zona îngustă a a Crăcăoanilor și în cea vestică a văii Neamțului.
La rândul lor, trupele germane aveau, în areal, rolul de bara atât încercarea inamicului de a pătrunde pe valea Ozanei, cât și pe cel de a bara comunicația Târgu Neamț–Tulgheș–Ditrău.
În acest context, de la jumătatea lunii aprilie până la sfârșitul lunii mai 1944, s-au desfășurat  acțiuni de luptă destinate să consolideze pozițiile pe aliniamentul pe care se stabilizase frontul, astfel că în data de 16  și 17 aprilie trupe sovietice au ocupat satele Răucești de Sus și de Jos, precum și Oglinzi până la biserică. După cum a fost specificat mai sus, intenția trupelor sovietice era aceea de a prelua controlul Culmii Pleșului. Artileria sovietică era amplasată după dealul Herlea spre Brusturi, sub dealul Curții - Săvești și capul dealului Răucești. Puternice forțe terestre sovietice se instalaseră și depozite de muniții ale acestora se constituiseră la Răuceștii de Sus și Răuceștii de Jos, la Sârbi, Brusturi, Poiana și Groși. Alături de trupele terestre, în zonea localităților Poiana, Târzia, Boroaia și Bogdănești erau concentrate tancuri, tanchete și aruncătoare.

#### Inamicul
În fața trupelor române se aflau trupe ruse din Armata 40 sovietică.

#### Defensiva

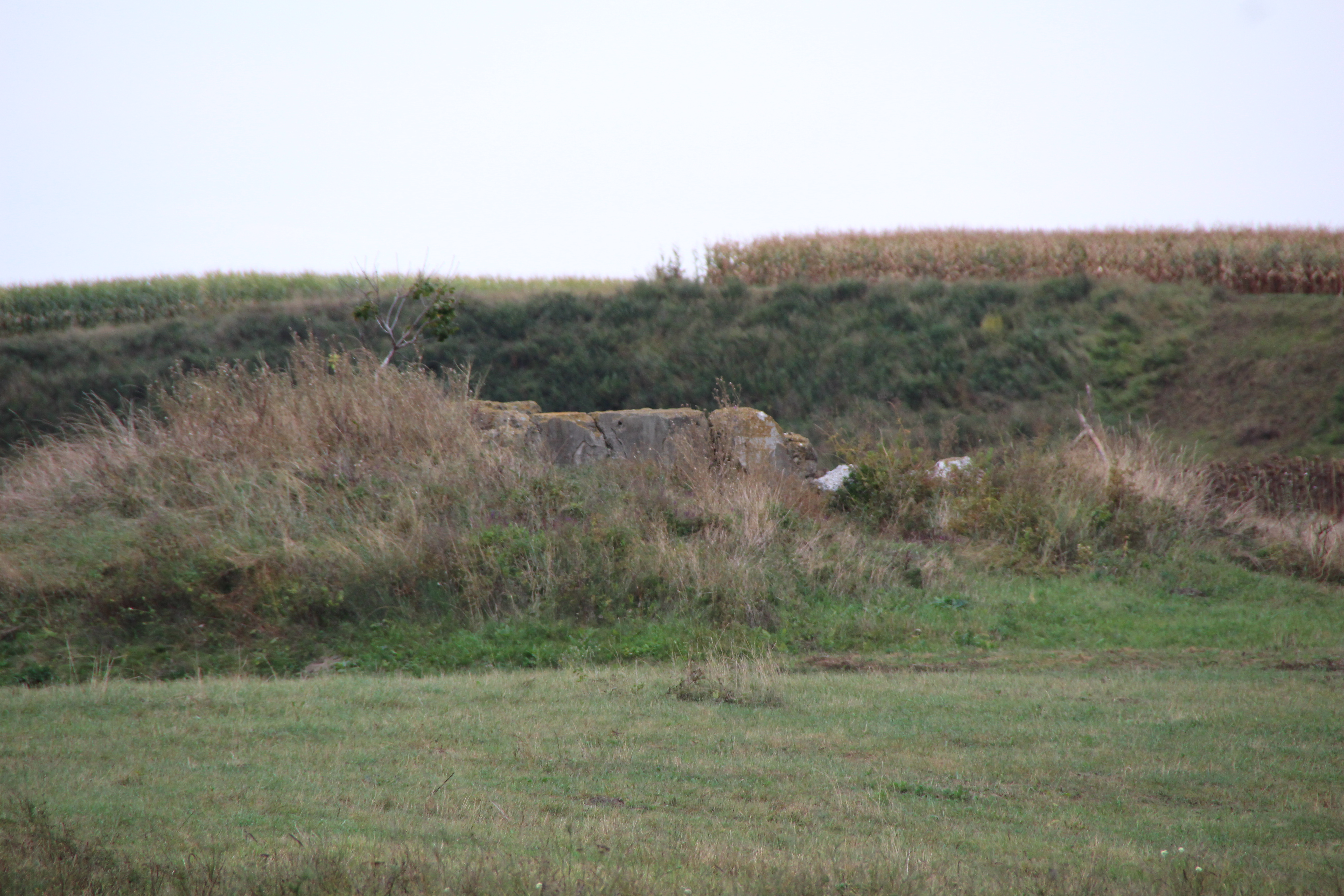
Resturi ale unei cazemate din zona Ingărești, astăzi.

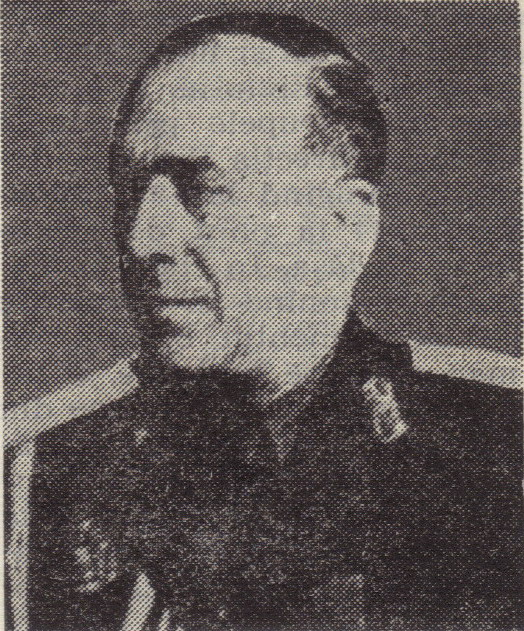
Generalul Ilie Crețulescu a fost în fruntea Comandamentului 104 Munte.

În faza inițială, până la 14 mai, Divizia 20 Infanterie din Corpul I Armată a asigurat apărarea în sectorul dintre Timișești și Săvești, iar Comandamentul 104 Munte a acoperit sectorul Săvești – Groși, în timp ce în flancul său stâng, la nord-vest de Târgu Neamț, Corpul I Armată a avut Corpul LXXVIII Armată german⁠(en)[traduceți], acesta având misiunea de a bara comunicația Târgu Neamț–Tulgheș–Ditrău. În subordinea germanilor din Corpul LXXVIII Armată au intrat Regimentul 8 Grăniceri, precum și Batalioanele Fixe Regionale „Neamț” și „Bucovina”și Batalioanele 25 și 26 Skiori. La dreapta Diviziei 20 Infanterie se afla, între Moldova și Siret, Divizia 6 Infanterie. Aflat în rezervă în zona Topolița se găsea sub comanda generalului Mihail Cămărașu, dislocat Comandamentul 103 Munte. Drept efect al creșterii puterii ofensive a sovieticilor, acesta a fost introdus în luptă la 1 mai 1944 la stânga Comandamentului 104 Munte, pentru a ocupa zona împădurită situată la nord-vest de Târgu Neamț pe direcția Groși. Postul său de comandă a fost instalat la Vânători-Neamț (acesta a preluat sub comandă, de la germani, unul dintre batalioanele de schiori, Batalionul Fix Regional „Neamț”, o bateria de artilerie de câmp și una de artilerie grea). Similar, aflat în organica Diviziei 8 Infanterie, care, se găsea în rezervă în zona Războieni–Dragomirești–Talpa–Văleni–Budești–Bălănești, Regimentul 8 Vânători „Vodă Grigore Ghica” a fost introdus în luptă la 4 mai 1944 la Borta Dracului, întărit cu 2 companii de branduri de 120 mm.
Postul de comandă al Corpului I Armată s-a aflat inițial la Piatra Neamț și ulterior la Bozieni-Balș (azi Bozienii de Sus). Comandată până la 28 aprilie de generalul Corneliu Serghievici și de la 29 aprilie de generalul Damian Rașcu, Divizia 20 Infanterie avea în compunere Regimentele 82, 83 și 91 Infanterie, precum și Regimentele 39 și 40 Artilerie. În ce privește Comandamentul 104 Munte „Siret”, acesta era comandat de generalul Ilie Crețulescu.
Între Timișești și Boroaia apărarea a fost ulterior asigurată de către românii din Corpul VII Armată situat în flancul stâng al Armatei a 4-a, sub comanda generalului Gheorghe Potopeanu. Acesta a preluat sectorul de apărare al Corpului I Armată începând cu data de 12 mai 1944 și a avut postul de comandă inițial la Piatra Neamț și ulterior la Agapia. La vest de trupele Armatei 4 române a fost poziționat Corpul XVII Armată german⁠(en)[traduceți], linia de delimitare dintre cele două corpuri pornind de la Dolhasca spre vest prin Boroaia și îndreptându-se prin Pipirig spre Farcașa.
La dispoziția generalului Potopeanu se aflau între Timișești și Săvești Comandamentul 104 Munte, între Săvești și Drăgănești Regimentul 8 Grăniceri, iar între Drăgănești și Boroaia Regimentul 17 Infanterie. Între Răucești și Bogdănești se afla în flancul stâng al Armatei 4 române Brigada 7 Artilerie grea Corpul VII Armată a mai dispus (în zonă) și de Comandamentul 103 Munte, Grupul 10 Skiori, Batalionul Fix Regional „Neamț”, Regimentul 1 Artilerie Grăniceri și Regimentul 6 Artilerie Grea – ultimele două în curs de afluire.

### Populația și instituțiile civile
Înaintarea rapidă, a trupelor sovietice, a făcut ca autoritățile române să evacueze întreprinderile economice (care au fost demontate și transportate spre sud-vestul României, dincolo de aliniamentul Sinaia-București-Giurgiu), instituțiile și populația din zonele amenințate. Spre diferență de evoluția măsurilor de evacuare dispuse pentru întreprinderi (încă din luna ianuarie 1944), evacuarea populației a căpătat aspecte dramatice, datorită rapidității cu care s-au desfășurat operațiunile militare, ambii adversari mutând civilii fie spre sud (trupele româno-germane) fie spre zonele ocupate din spatele frontului sovietic din nord-estul României.
Mulți civili nu au mai reușit însă să se refugieze, fiind surprinși de trupele beligerante, care, fie au lăsat urme catastrofale (cele sovietice), fie au recurs la măsuri excepționale spre a opri înaintarea inamicului și a-l priva de posibilitatea aprovizionării din localitățile ocupate. Astfel, în sectorul de responsabilitate al Armatei a 4-a române au fost aruncate în aer podurile peste Moldova și după evacuarea forțată a locuitorilor au existat sate la care s-a dat foc. La rândul lor și trupele sovietice au incendiat casele aflate în fața linilor proprii, pentru a asigura vizibilitatea în direcția frontului românesc și pentru a nu fi stânjenite în dispunerea în dispozitivul propriu de luptă și în păstrarea terenului, odată acesta ocupat.
Mai mult, suferințele civililor au fost amplificate de faptul că nu exista familie din care cineva să nu fie plecat pe front.

## Lupta
Conform opiniei din anul 2018 a Comandorului Gheorghe Vartic (istoric militar), evenimentele descrise mai jos în conformitate cu mărturiile supraviețuitorilor[B], ca desfășurându-se în luna iunie 1944, sunt greșit datate și se referă de fapt la luptele care au avut loc în intervalul 3-13 mai 1944 pe Culmea Pleșului, în zonele Borta Dracului, Dealul Căprăriei, Bâtca cu Plai și Dealul Arșiței. Din punctul său de vedere descrierile suferă de lipsă de exactitate și în ce privește indicarea unităților, care, au luat parte la lupte.
Din punctul de vedere exprimat în anul 2020 al profesorului de istorie Emanuel Bălan, există deocamdată o supraestimare a luptelor desfășurate aici de către unii autori, clarificări urmând a fi aduse de studiul documentelor din arhivele militare.

### Preludiul
În dispozitivul de apărare situat la marginea pădurii de la baza Culmii Pleșului, la nord-vest de Băile Oglinzi spre văile Culeșa și Săcuța se aflau desfășurați militari din regimentele de infanterie 25 și 25 Vaslui, 24 Tecuci, 11 Galați și 17 Lugoj și vânători de munte din regimentele 8 Cernăuți și  9 Aiud, precum și din batalionul 13 Târgu Neamț.
După ce în zona satului Groși a venit Ana Pauker, a doua zi un grup de 4-5 femei – aparent din satul Poiana - au fost lăsate de militarii români aflați în tranșeele de la gura Văii Culeșa să traverseze linia frontului pentru a merge la cules de ciuperci, fără a se bănui că printre ele ar fi existat vreo intrusă din trupele speciale sovietice. În următoarea noapte, doi militari  gradați basarabeni ai Batalionului 13 Vânători de Munte care patrulau călare pe linia cazematelor au dezertat la inamic, în zona Buburuz pe valea Zăneasa. Aceștia au plecat cu hărți, planuri militare și alte documente cu regim secret referitoare la zona împădurită de pe valea Culeșa, pârâul Lebedea și drumul ce traversa Culmea Pleșului spre satul Nemțișor.
Ca efect al acestor acte, s-a dat alarma pentru trupele române – în special pentru cele desfășurate la marginea pădurii aflate la nord de Băile Oglinzi, Cărpiniș, valea Culeșa, Poiana și Groși, fără ca inițial în următoarele câteva zile să se primească informații suplimentare de la posturile de observare sau de la cercetași, privind mișcări de trupe în arealul Boroaia, Târzia, Poiana, Groși, Drăgănești. Aceasta a determinat scăderea intensității stării de alarmă, dar noi informații aduse de cercetași, au susținut ideea că rușii concentrau  forțe puternice pentru declanșarea unei ofensive în zonă, care să rupă frontul. Trupele de pe front din dispozitivul de apărare au fost astfel avertizate de către comandamentul corpului de armată român, în acest sens.

### Perspectiva documentară
La 22 aprilie 1944 trupele sovietice ocupaseră deja satul Bogdănești și a doua zi au ocupat și Boroaia, intrând în contact în, aceeași zi, cu trupele Comandamentului 104 Munte pe întreaga linie Moișa–Săcuța–dealul–Târzia–sud-vest Poiana (Brusturi)–Brusturi–Munteni (Răucești) pentru a încerca să ocupe înălțimile dintre Moișa și Oglinzi. În seara aceleiași zile rușii au atacat pe direcțiile Brusturi–Dealul Lebedei și Boroaia–Săcuța, într-un efort evident de a prelua controlul asupra Culmii Pleșului.
În noaptea dintre 31 aprilie și 1 mai, aflați în atac, rușii au reușit să respingă trupele Regimentului de Gardă Alpin 2 „Carpați” german, care, apărau localitatea Groși și au rupt legătura dintre acestea și cele ale Corpului 104 Munte român, infiltrându-se spre vest până în zona cotei 632. Prin intervenția Batalionului 26 Skiori, în aceeași zi pătrunderea inamică a fost lichidată, trupele române restabilind legătura cu germanii la nord de Poiana Lingurari. Sovieticii însă, în după-amiaza zilei de 1 mai au reluat în foță atacul pe direcția Târzia–Dealul Groși cu 1 batalion sprijinit de artilerie și pe direcția pădurea est Poiana Lingurari–Dealul Căprăriei și dealul Arșița, cu 2-3 batalioane.
Datorită creșterii puterii ofensive sovietice, în seara zilei de 1 mai 1944 și în noaptea care a urmat, Comandamentul 103 Munte s-a deplasat de la Humulești la Nemțișor pregătindu-se să intervină la stânga Corpului 104 Munte și să ocupe, pe direcția Groși, zona împădurită aflată la Nord-vest de Târgu Neamț. Postul său de comandă a fost instalat la Vânători-Neamț și acesta a preluat în subordine de la Corpul XVII Armată german Batalionul (26) Skiori, Batalionul Fix Regional „Neamț”, precum și 2 baterii de artilerie (una de câmp și una grea). Batalioanele de vânători de munte au atacat pe 2 mai, la ora 16, pe valea Slatinei (Poiana) cu grosul trupelor pe direcția dealul Căprăriei–dealul Lebedei. În condițiile în care, în dimineața aceleiași zile un bombardement de artilerie și mortiere executat de ruși sub protecția ceții artificiale, de pe valea Moldovei în zona pădurii și a satului Boureni, rupsese însă legătura cu trupele române de la Timișești, în seara la 19:30 un regiment rus a atacat trupele batalionului de vănători de munte aflat la 1 km nord de Nemțișor, respingându-le spre sat și rupând legătura dintre acesta și batalionul amic care rezista pe dealul Nemțanu. În noaptea dintre 2 și 3 mai rușii au adus forțe noi în punga astfel creată, avangarda unităților sovietice reușind, astfel, să se instaleze pe o poziție situată aproximativ la 1 km est de râul Ozana. A apărut, astfel, pericolul ruperii apărării în această zonă.
Cu scopul remedierii situației, comandamentul Corpului I Armată român a menținut direcția de contraatac principală a Comandamentului 103 Munte pe dealul Căprăriei, urmând însă ca acestea să contraatace și de-a lungul crestei dealul Cetățuia–Culmea Pleșului. A fost decis ca în sprijinul vânătorilor de munte să fie adus de la Tupilați Regimentului 8 Vânători, întărit cu două companii de mortiere de 120 mm. Comandamentul român a solicitat, de asemenea, comandamentului german aflat la Mănăstirea Neamț să contraatace, în același timp, pe direcțiile dealul Groși–dealul Arșița și Mănăstirea Neamț–dealul Bodai, spre a atinge Culmea Pleșului.
Contraatacul a fost reluat în dimineața zilei de 3 mai la ora 3:45, trupele de vânători de munte reușind cu greu să înainteze în axul central ala atacului pe versantul sudic al văii Slatinei (Poiana), până la cota 662 (aflată la inamic), la dreapta până la liziera nord Nemțișor și la stânga la bifurcația șoselei vest Nemțișor. Batalionul Fix Regional „Neamț” a avansat și el, iar germanii din Regimentul de Gardă Alpin 2 „Carpați” împreună cu Batalionul 25 Skiori au ajuns pe aliniamentul liziera nord-vest Groși–dealul Moișenilor–dealul Moișa, plecând de la Poiana Vămii. Venit în sprijin, în noaptea de 3 spre 4 mai Regimentul 8 Vânători a ajuns deplasat fiind auto, la Vânători-Neamț, deplasându-se apoi spre Mănăstirea Neamț. În timp ce artileria și aruncătoarele de mine au împrăștiat în ziua de 4 mai trupele sovietice care se adunaseră în valea Slatinei (Poiana), forțele Regimentului 8 Vânători s-ai instalat în bazele de plecare de pe Culmea Pleșului, mai întâi la cota 791 (la ora 12:20) și Amai apoi la Borta Dracului și la sud pe valea Slatinei (Poiana), pentru a lua contact cu trupele Corpului 103 Munte, aflate pe versantul nordic al dealului Căprăriei.
În dimineața zilei de 5 mai, trupele române au reluat contraatacul. În timp ce militarii Comandamentului 103 Munte au progresat foarte lent pe crestele dealurilor Căprăriei și Arșița, reușind să ajungă în estul acestor dealuri, la ora 14,30 și să cucerească cota 662 la ora 18 (fără a reuși să restabilească legătura cu Corpul XVII Armată german), Comandamentul 104 Munte în cooperare cu Batalionul 26 Skiori și cu dreapta Comandamentul 103 Munte au atacat pe dealul Vartic spre obârșia pârâului Slatina (Oglinzi), unde au reușit să ajungă la ora 13. La căderea serii acestea ajunseseră în sudul poienii Lingurari, reușind la stânga să facă legătura cu militarii Comandamentului 103 Munte, aflați pe pantele sud-estice ale dealurilor Căprăriei și Arșiței.
A doua zi dimineață, la ora 9:45, militarii Comandamentului 103 Munte au atacat pe dealul Arșița după o pregătire scurtă de artilerie, progresând cu greutate, în timp ce forțele Regimentului 8 Vânători, aflate în aripa stângă, au bătut pasul pe loc în atacul frontal al aceluiași deal. Ca și consecință, Regimentul 8 Vânători a efectuat o manevră pe la nord cu un batalion, în timp ce trupele Batalioanelor 105 și 112 Vânători de Munte (Comandamentul 103 Munte) au curățat rezistențele inamice de pe pantele nord-estice cota 662.
În dat de 7 mai, Comandamentul 104 Munte a reușit să împingă patrule din Batalionul 26 Skiori până la 300 de m sud de intersecția drumului Groși–Oglinzi cu valea Slatinei, acestea putând stăpâni, prin intermediul tragerilor cu armamentul din dotare, liziera sudică a pădurii de pe dealul Târzia. Spre diferență de Comandamentul 104 Munte, în condițiile unei rezistențe sovietice mari, Comandamentul 103 Munte nu a reușit să înainteze decât până la cota 619, de pe dealul Arșița, cu Batalionul I din Regimentul 8 Vânători. Mai mult, în nord-estul dealului Arșița, Batalionul II din Regimentului 8 Vânători a fost oprit la 700 de m de intersecția drumului Groși–Oglinzi cu valea Slatinei. În urma luptelor s-au înregistrat pierderi mari, capacitatea operativă a Comandamentului 103 Munte reducându-se la circa 50%.

### Perspectiva memorialistică
Începând cu ultima perioadă a lunii mai și la începutul lunii iunie vremea a fost mohorâtă, cu ploi care au transformat terenul în noroi plin de băltoace și apele în șuvoaie și, au pus la grea încercare pe soldații aflați în tranșee.
BÎn dimineața zilei de 3 iunie 1944 Armata Roșie a trecut la o ofensivă în zona gurii văii Culeșa. Scopul acțiunii militare sovietice s-a vrut a fi ruperea apărării  Corpului 7 Armată român din acea zonă,  pentru a penetra zona fortificată de la porțile Depresiunii Neamțului:
- ocupând Culmea Pleșului, trupele sovietice ar fi urmat apoi să coboare în valea Ozanei pentru a se îndrepta spre Târgu Neamț și Humulești.[26]
- un alt atac a fost executat concomitent dinspre nordul liniei defensive fortificate dintre Târgu Neamț și Pașcani, presiunea urmând să se dezvolte spre zona situată între dealul Boiștea și orașul Târgu Neamț.[26]
- cele două brațe ale cleștelui ar fi urmat să facă joncțiunea la Humulești, pentru a coborî apoi spre valea Topoliței.[26]

#### 3 iunie
Declanșând atacul în zorii zilei, trupele sovietice au reușit să facă o breșă la ieșirea văii Culeșa, prin care au pătruns în dispozitivul român de apărare și au ocupat o parte din primele tranșee, pe un front de circa 1000 de m lățime. Susținută fiind de tanchete, acțiunea sovietică s-a dezvoltat în adâncime pe coasta împădurită a dealului Bâtca cu Stejari – în apropiere de Borta Dracului, pe valea Culeșa și spre dealul Căprăriei. Până seara trupele sovietice au ajuns să controleze coasta împădurită de la nord-vest de Băile Oglinzi și să controleze cu foc întreaga vale Culeșa. 
Regimentele de infanterie 11 Galați, 24 Tecuci și 8 Vânători de Munte, au continuat să dețină culmea dealului rezistând la 6 valuri de atac, sprijinite fiind spre seară de artileria amplasată pe valea Topoliței la Săcălușești, Valea Arinilor și Valea Seacă. Aceasta a declanșat un foc de baraj spre satele Poiana și Groși.

#### 4 iunie
Artieleria română a continuat cu trageri de noapte, pentru a împiedica desfășurarea trupelor ruse în vederea unui nou atac până la ivirea zorilor. Cu toate acestea însă, soldații ruși însoțiți de tanchete care urcaseră pe un drum de munte lateral și sprijiniți de focuri de aruncătoare, au atacat prin surprindere pozițiile românești de pe culme înainte de a se lumina, determinând retragerea trupelor române spre satul Nemțișor. Rușii aflați în urmărire au coborât panta dealului spre Nemțișor și Lunca, ajungând la apa Nemțișorului. Aici atacul le-a fost oprit de perdeaua de trupe românești desfășurate pe drumul Mânăstirea Neamț - Vânători - Braniște, dar fapul că frontul fusese străpuns crea pericolul ca soldații ruși să se consolideze într-un nou dispozitiv de luptă pe Culmea Pleșului, spre Mânăstirea Neamț.
Un contraatac al vânătorilor de munte susținuți de trupele de rezervă venite din pădurea Braniște – dotate cu tunuri ușoare de coastă și anti-car, a fost declanșat. Până spre seară atacul sovietic a fost respins de pe culmea dealului și soldații ruși au fost împinși înapoi în Borta Dracului de vânătorii de munte ai Batalionului 9 din Aiud și ai Regimentului 8 din Cernăuți, ai unei o companii din Batalionul 13 Vânători de Munte din Tg.Neamț, ai regimentelor de infanterie 11 Galați, 24 Tecuci, 25 și 26 Vaslui și 17 Lugoj.

#### 5 - 6 iunie
În noaptea dintre 4 și 5 iunie trupele românești au fost retrase pe culmea dealului, unde au fost înlocuite cu efective proaspete din regimentele de infanterie 11 Galați, 24 Tecuci, 25 și 26 Vaslui și din Regimentul 8 Vânători de Munte.
Din spatele frontului românesc au fost aduse trupe necombatante și premilitari, care au tăiat pădurea de brad de pe culmea dealului la o înălțime de 2 m de la sol, pe o lungime de 2 km și o lățime de 50-100 m. Vârfurile brazilor au fost curățate de cetină și vârfurile ascuțite al crengilor au fost îndreptate spre inamic pentru a împiedica înaintarea acestuia în forță. Lucrările de apărare astfel executate au dat rezultate și au împiedicat reluarea ofensivei ruse.
În acest interval, trupele române aflate pe culme la nord și nord-est de Nemțișor au fost întărite cu efective de vânători de munte și s-a desfășurat recunoașterea terenului în vederea reluării contraofensivei.

#### 7 iunie
Desfășurați în dispozitiv de atac, militari români din regimentele de infanterie 11 Galați și 24 Tecuci precum și din trupele de vânători de munte ale Regimentului 8 Cernăuți și ale Batalionului 9 din Aiud, în dimineața zilei de 7 iunie 1944  au atacat inamicul aflat în valea Culeșa, dar au căzut într-o ambuscadă. După ce românii s-au retras în sus pe coastă, rușii au contraatacat din nou spre culmea dealului și, un nou atac a fost decis să urmeze unei pregătiri românești de artilerie care avea ca scop neutralizarea trupelor sovietice aflate în înaintare. 
Focul de baraj a început, dar loviturile de reglaj ale artieriei românești amplasate pe dealul Boiștea, la Ocea, Topolița, Valea Arinilor, Zdreanța și Braniște au căzut peste dispozitivul românesc. Concomitent, artileria sovietică amplasată la Poiana și Groși a început să tragă și ea în sprijinul trupelor proprii. Deși observatorii aflați la posturi pe Culmea Pleșului au încercat să regleze și să dirijeze tragerile executate de artileria română atfel încât ele să lovească inamicul, datorită faptului că soldații români se aflau în mișcare, următoarele lovituri au căzut tot peste ei. Au urmat clipe de confuzie în care soldații români au părăsit frontul coborând spre Nemțișor, zăpăciți și dezorientați de proiectilele care cădeau peste ei.
După o pauză scurtă, tragerile de artilerie române au fost reluate, loviturile de această dată căzând în mod corect peste dispozitivul armatei inamice. Reorganizându-se, trupele românești au revenit la contraatac desfășurate în două flancuri de luptă deoparte și de alta a coastei dealului, determinând retragerea inamicului spre Borta Dracului. Acțiunea românilor a fost urmată de revenirea în forță a unor trupe rusești proaspete, sprijinite de un mare număr de guri de foc, în special de artilerie grea de calibrul 152 mm, de proiectile reactive Katiușa, de artilerie de coastă și de aruncătoare. Acestea au lovit cu foc toată panta dealului unde se aflau trupele românești.

#### Apogeul
Pe o vreme care a continuat să fie ploioasă, în apărare pe valea Nemțișorului, în pădurea Braniște, la Cărbuna și la Lunca au fost concentrați 10.000 soldați români din comandamentul 103 și 104 Vânători de Munte al Corpului 7 Armata. Printre trupele luptătoare, s-au aflat și Regimentul 82 Infanterie Târgu Mureș precum și Regimentele 8 și 12 Călărași Roman. De asemenea, șase baterii germane de artilerie au fost amplasate la marginea pădurii de aflate lângă șoseaua Mânăstirea Neamț-Vânători. De cealaltă parte, gruparea rusă aflată în atac avea un efectiv de circa 30.000 de soldați, un număr mare de tancuri și armament greu, fiind superioară din toate punctele de vedere trupelor române.
Alături de celelalte unități de luptă ale armatei române angajate pe frontul aflat la nord-vest de Tg.Neamț, Corpul Vânătorilor de Munte a desfășurat acțiuni rapide în dispozitivul de luptă al armatei ruse care ataca în Borta Dracului și pe văile Culeșa, Lebedea și Sașca, obligând-o să se restrângă la valea Culeșa. Cu toate acestea, soldații ruși – dotați cu armament modern și tehnică de luptă superioară, au rezistat atacurilor trupelor române și au contraatacat în forță pe coasta dealului de la Borta Dracului. În acest timp, artileria română și cea sovietică au executat neîntrerupt baraje de foc asupra întregii văi Culeșa – unde erau masate trupe rusești și în apropierea căreia se aflau trupele române. Căzând în pădure, efectul focurilor de artilerie a fost amplificat de ambele părți de distrugerile provocate de arborii aflați în cădere.

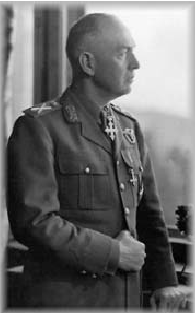
Aflat la Văratec, Ion Antonescu ar fi știut de decizia de a se executa trageri cu proiectile incendiare în Borta Dracului și ar fi aprobat-o.

Situația trupelor române a devenit deosebit de gravă, presiunea exercitată de ruși pe valea Culeșa și în Borta Dracului fiind aproape să ducă la prăbușirea defensivei. În acest moment, artileria germană amplasată în pădurea Braniște a început să folosească proiectile incendiare în tragerile care aveau ca țintă Borta Dracului. Deși primele proiectile au căzut în apropierea unei mari grupări de forțe sovietice, următoarele lovituri au atins și trupele române. Aceste trageri cu proiectile incendiare s-au executat fără acordul Comandamentului Corpului 7 Armată român, dar există opinia că ar fi avut acordul mareșalului Antonescu, aflat în acele momente în apropiere, la Mănăstirea Văratec.
Dirijat de posturile germane de observare care neavând o poziție prea bună nu puteau aprecia corect starea pozițiilor ocupate de-a lungul liniei de front de trupele amice sau inamice, bombardamentul cu proiectile incendiare a continuat neîntrerupt și a atins atât Borta Dracului cât și coasta dealului și valea Culeșa, având un efect devastator și provocând derută pe întreg frontul.

#### Deznodământul
După ce artileria germană a încetat tragerile cu proiectile incendiare, trupele de vânători de munte alături de rămășițe ale regimentelor de infanterie 11 Galați, 24 Tecuci, 25 și 26 Vaslui s-au regrupat, iar artileria română și-a lungit tragerile de baraj spre grupările de tancuri și trupele de infanterie sovietice aflate la nord de Oglinzi, spre Cărpiniș, Poiana, Groși și Târzia.
Trupele românești regrupate s-au desfășurat într-un  dispozitiv de atac și au luptat să respingă ultimele forțe inamice care încă mai opuneau rezistență pe valea Culeșa. Ca efect al acțiunii, trupele rusești s-au retras spre Boroaia, valea Râșca, Drăgănești și valea Moldovei cu întreg echipamentul de luptă, iar trupele românești s-au reinstalat în vechiul dispozitiv de apărare situat la nord-vest de Băile Oglinzi la gura văii Culeșa, spre Moișa.
În total, luptele au durat două săptămâni.

## Pierderi umane și distrugeri
Numărul estimat al pierderilor umane (morți, răniți și dispăruți) variază. Astfel, conform monografiei locale  Război blestemat: Comuna Răucești la 65 de ani de la cel de-al Doilea Război Mondial 1944-2009 (autor Stan, Dumitru; Ed. Cetatea Doamnei, Piatra Neamț, 2009),  numărul creditat de morți și dispăruți ar fi de 14.000, din care 4.000 de români și 10.000 de ruși. Aceste pierderi ar depăși, conform lui Dumitru Stan, totalul pierderilor umane de la Oarba de Mureș din Ardeal (11.500 de militari). Profesorul Emanuel Bălan a afirmat în 2020 că luptele desfășurate aici sunt supraestimate de către unii autori și că documentele din arhivele militare urmează să clarifice acest aspect. O altă opinie, publicată în anul 2018 de către Comandorul Gheorghe Vartic în lucrarea Un secol de vibrație românească. Boroaia 1918 – 2018 (coordonator Marian Moșneagu, Editura Accent Print, Suceava), a luat în considerare o altă cifră a pierderilor, evaluându-le pe cele românești și germane în întreaga perioadă aprilie–august, la nivelul întregului sectorul de front aflat în responsabilitatea Armatei 4 române, situat la nord și est de Târgu-Neamț între Boroaia și valea Moldovei (Ingărești) și limitat la vest de culmea Pleșului și la  sud de Ozana, la peste 5.000 de oameni morți, răniți, dispăruți sau căzuți în prizonierat.
Ostașii români căzuți au fost transportați cu prioritate ulterior și înhumați pe dealul Nemțișorului în gropi comune, în timp ce ofițerii și comandanții căzuți au fost înmormântați separat, în cimitirul de la Mânăstirea Neamțului. Soldații ruși decedați, pe fondul condițiilor de mediu care au degradat rapid decedații și a celor operative nu au mai putut fi inițial înhumați. Ulterior din acest motiv, la indicația militarilor sovietici timp de doi ani zona de pe valea Culeșa unde au căzut soldați ai armatei ruse a fost protejată până la sosirea în anul 1946 a unei comisii militare sovietice, care a investigat și a evaluat pierderile ruse. La strângerea rămășițelor umane, au fost folosiți de către ruși și copii de vârstă școlară.

## Analiză postbelică

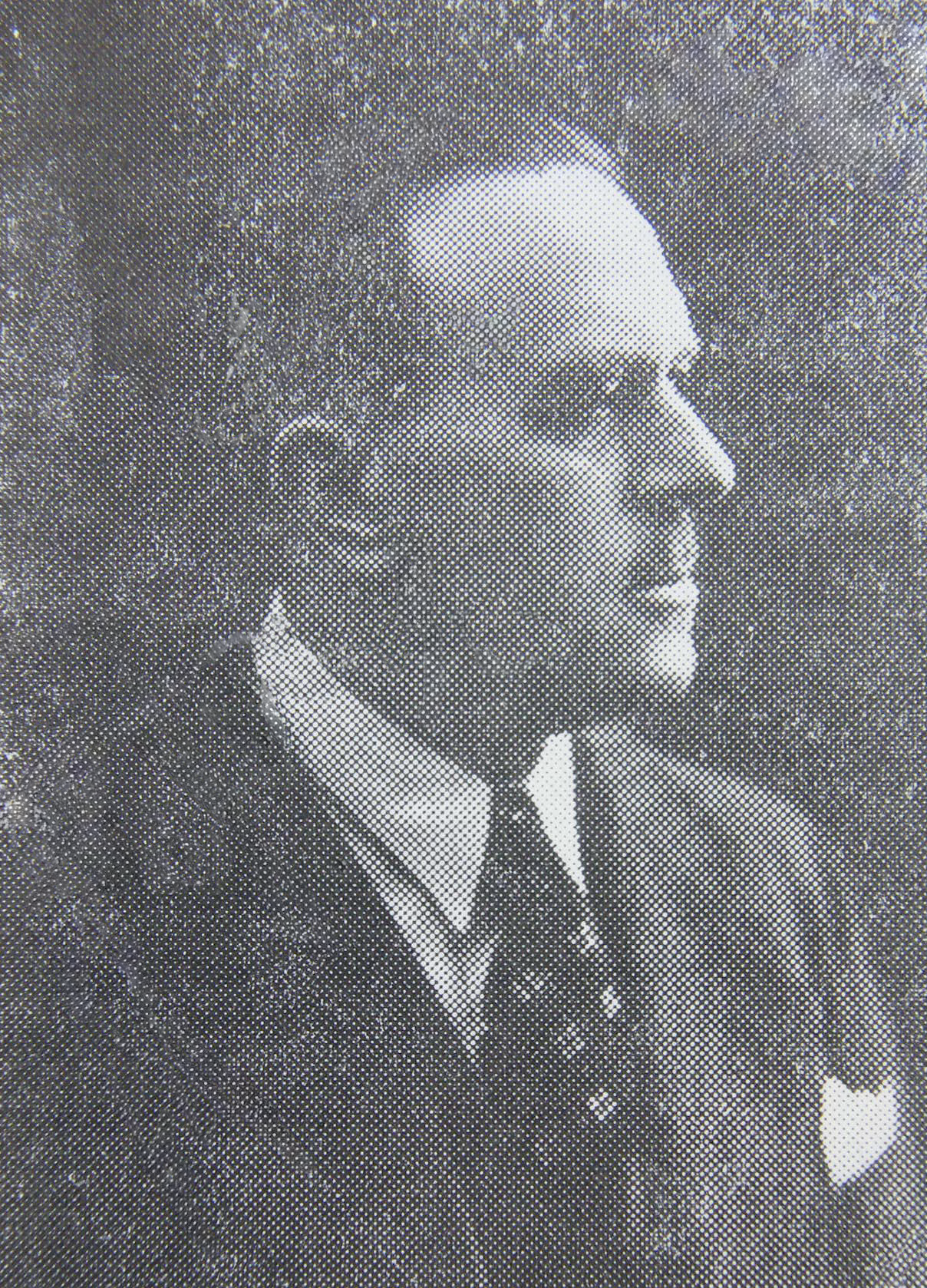
Istoricul Constantin Kirițescu a afirmat că, panica apărătorilor i-a determinat pe aceștia să abandoneze pozițiile pe care se retrăseseră, în valea Neamțișorului.

În opinia lui Constantin Kirițescu atacul sovietic, crâncen, a avut ca țintă trupele deja slăbite ale de vânătorilor de munte români. În opinia lui Kirițescu nereușind să păstreze poziția de lângă Oglinzi, vânătorii de munte, retrași inițial în valea Neamțișorului și-au abandonat mai apoi poziția, în panică. Pentru restabilirea situației și respectiv recâștigarea poziției, de la Oglinzi, ar fi concurat ordinele severe ale generalului Ilie Șteflea, precum și sprijinul forțelor germane. Sub comanda generalului Gheorghe Potopeanu Corpul VII Armată a reorganizat, ulterior, apărarea în areal cu o mare eșalonare în adâncime, reușind să stabilizeze poziția și să o păstreze până în luna august 2024.

## In memoriam
| “                       | Cumplitele confruntări din perioada 3-13 mai 1944, pe Culmea Pleșului, în zonele Borta Dracului, Dealul Căprăriei, Bâtca cu Plai și Dealul Arșiței au fost descrise de supraviețuitori. Chiar dacă datarea lor și nici unitățile care au luat parte nu sunt exacte, rămân imaginile de apocalipsă din acele zile. | ” |
| — Gheorghe Vartic, 2018 | |   |

Fiind considerat o înfrângere pentru armata sovietică, evenimentul a fost cenzurat după 1945. Ulterior după Revoluția română din 1989, în amintirea luptei în perimetrul acesteia (Borta Dracului – Culmea Pleșului  - Mănăstirea Neamț – Nemțișor – valea Culeșa – Oglinzi – Poiana – Groși) au fost ridicate:
- un monument comemorativ inaugurat la Nemțișor în anul 2016 pe dealul Cojocaru în punctul „Bobeuca“.[45]
- un schit situat în arealul satului Poiana din comuna Brusturi cu hramul Înălțarea Sfintei Cruci,[46] în 1992,[47] ridicat la inițiativa preoților Ilarion Argatu și a fiului său Alexandru Argatu.[48] Din anul 2007 schitul a căpătat statut de mănăstire.[49] Aici se află și un osuar.[50]
- o cruce comemorativă pe dealul Nemțișor[47], precum și un osuar.[50]

Până în anul 2018 fuseseră identificate morminte ale militarilor români în cimitirele bisericilor Adormirea Maicii Domnului din Vânători-Neamț, „Sfântul Ioan Bogoslov Evanghelistul” de la Mănăstirea Neamț, ale celor din Lunca, Humulești, Bălțătești (proveniți de la spitalul de campanie de aici) și în cel al Mănăstirii Agapia.
În anul 2009 sub egida Filialei Neamț a Asociației Naționale „Cultul Eroilor”, a fost publicată o lucrare monografică de valoare documentară despre istoria din perioada 1937-1944 a comunei Răucești, care a documentat și lupta dusă în 1944 în pădurea din Neamț în al cărui perimetru se găsește Borta Dracului. Cartea abordează de altfel pe larg confruntarea militară sovieto-română din zona Târgu Neamț.
În anii 2014-2015, locul luptei a fost subiectul unui proiect fotografic artistic care a vizat elemente de arheologie militară.